# Cao cát khoang Malabar
Cao cát khoang Malabar (danh pháp khoa học: Anthracoceros coronatus) là một loài chim trong họ Bucerotidae.
Đây là một loài thường trú ở Ấn Độ và Sri Lanka. Môi trường sống của chúng là rừng rụng lá thường xanh và ẩm ướt, thường gần khu định cư của con người.

## Hình ảnh

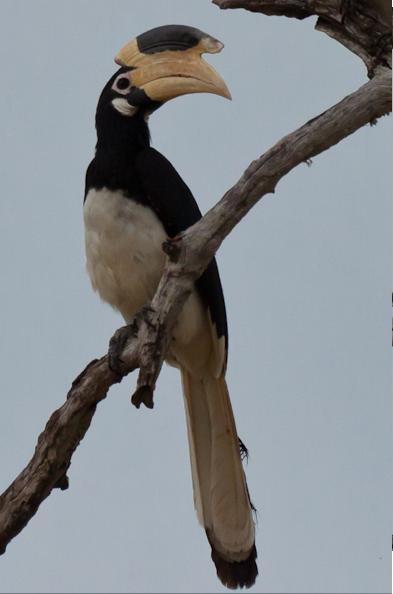
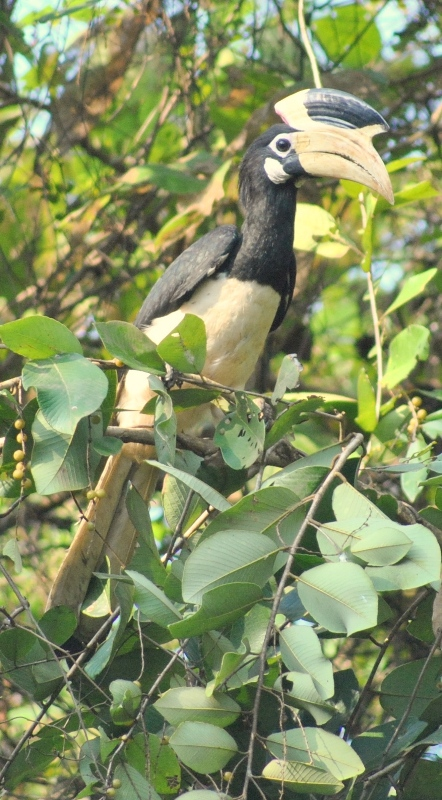
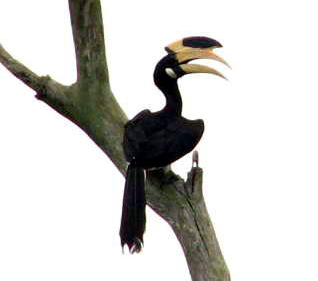
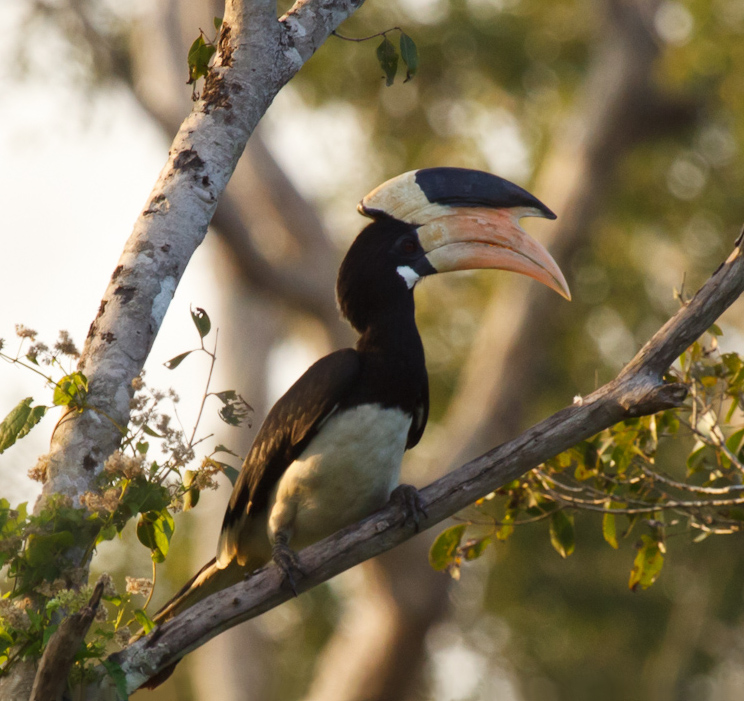
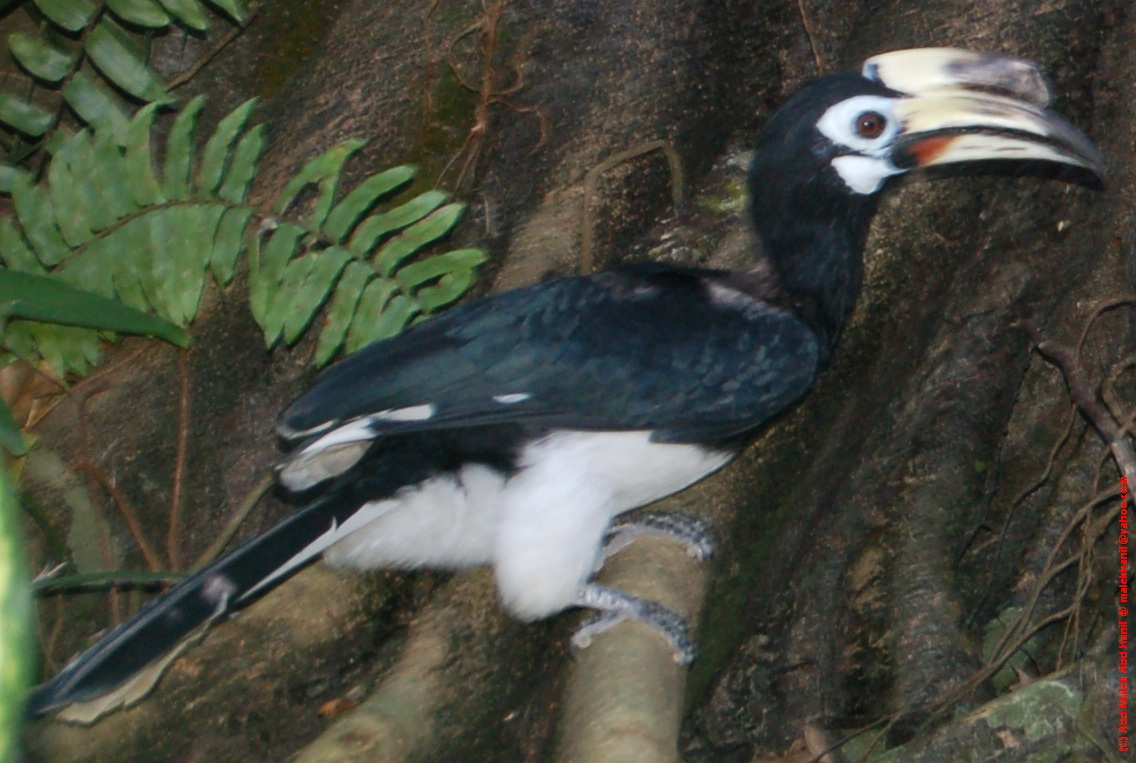